# Помазнєв Михайло Трохимович
Михайло Трохимович Помазнєв (19 листопада 1911, село Болотово Орловського повіту Орловської губернії, тепер Орловської області, Російська Федерація — 31 серпня 1987, місто Москва) — радянський діяч, керуючий справами Ради міністрів СРСР. Кандидат у члени ЦК КПРС у 1952—1956 роках.

## Життєпис
Народився в родині столяра залізничних майстерень. Трудову діяльність розпочав у 1928 році учнем на залізничній станції Орел.
У 1928—1930 роках — секретар, голова робітничого комітету Лавського кар'єру вапняного заводу № 6 міста Єлець.
У 1930—1934 роках — студент Московського планового інституту.
Член ВКП(б) з 1931 року.
У 1934—1935 роках — старший економіст Державної планової комісії при РНК СРСР.
У 1935—1936 роках — у Червоній армії: молодший командир-артилерист.
У листопаді 1936 — квітні 1938 року — керівник групи, начальник сектора, виконувач обов'язків начальника відділу Державної планової комісії при РНК СРСР.
У квітні 1938 — квітні 1939 року — старший консультант, начальник відділу, в квітні 1939 — березні 1941 року — секретар Економічної ради при РНК СРСР.
У березні 1941 — лютому 1942 року — завідувач секретаріату РНК СРСР і заступник керуючого справами РНК СРСР.
У лютому 1942 — лютому 1943 року — секретар Транспортного комітету при Державному Комітеті Оборони СРСР.
У лютому 1942 — серпні 1945 року — заступник начальника Головпостачвугілля при РНК СРСР.
У серпні 1945 — лютому 1948 року — начальник Головпостачвугілля при РНК (РМ) СРСР.
У лютому 1948 — березні 1949 року — заступник, 1-й заступник голови Державного комітету РМ СРСР із матеріально-технічного постачання народного господарства (Держпостачу).
13 березня 1949 — 19 червня 1953 року — керуючий справами Ради міністрів СРСР.
У серпні 1953 — лютому 1965 року — голова Рязанської обласної планової комісії.
У лютому 1965 — лютому 1966 року — заступник начальника об'єднання «Рязаньбуд» Міністерства будівництва Російської РФСР з економічних питань.
У лютому 1966 — березні 1972 року — головний спеціаліст, начальник підвідділу, заступник начальника відділу Державного комітету Ради міністрів СРСР із цін.
З березня 1972 року — персональний пенсіонер союзного значення в Москві.
Помер 31 серпня 1987 року в Москві. Похований на Кунцевському цвинтарі Москви.

## Нагороди
- орден Вітчизняної війни І ст.
- орден Трудового Червоного Прапора
- медалі